# Famille von Bärenfels
La famille von Bärenfels ou de Bärenfels (de Bären pour ours et Fels pour rocher) comprend deux lignées de familles nobles d'origine germanique. 
Une famille de la fin du XIIIe siècle, une lignée de chevaliers de plusieurs générations, fonde le monastère de Kleinbasel. Aux XIVe et XVe siècles, les membres de Bärenfels sont représentés à plusieurs reprises au Conseil de Bâle. 
L'autre lignée de la famille provient du Mecklembourg et 1709 avec le nom « Bärenfels von Warnow ». Elle est élevée à la noblesse impériale. Cette lignée est à l'origine de la forme de nom « von Bärenfels-Warnow ».

## Histoire
Les ancêtres des Bärenfelser étaient les baillis de Hachberg qui résidaient dans le château entouré de douves de Brombach dans le Wiesental. Vers 1300, ils construisirent un autre château près de leur château Steineck près de Wehr, qu'ils appelèrent Bärenfels. Werner, Vogt de Brombach, était bourgmestre du Petit-Bâle vers 1290. A cette époque, ce bureau de la petite ville était fermement entre les mains des huissiers du Wiesental et des Bärenfelsers qui en émergeaient. Johann, Comte de Brombach, fut le premier à porter le nom du château de Bärenfels. Il apparaît pour la première fois sous le nom de Johann von Bärenfels en 1299 et, vers 1305, il occupe le poste de bourgmestre du Petit-Bâle. En 1309, il y eut un différend sur le successeur de l'évêque de Bâle Otto von Grandson, décédé lors d'un voyage à Avignon. Pendant ce temps, la régence du diocèse de Bâle reposait sur Johann I von Bärenfels. Grâce à son mariage avec Margarita   von Hertenberg (de), il entre dans le cercle restreint de la noblesse urbaine bâloise. Johann I von Bärenfels mourut vers 1314. Au XIVe siècle, le nom « Bierenfels » fut également transféré au château de Bärenfels près de Duggingen, qui s'appelait auparavant Aeschburg (de).
Konrad von Bärenfels (* vers 1305, † avant le 19 mars 1373) fut le premier de la famille à devenir bourgmestre de Bâle. En 1377, l'évêque de Bâle accorda aux fils de Konrad Lütold et Arnold von Bärenfels (* avant 1371, † 20 février 1414) la charge en tant que fief héréditaire. Le fils de Konrad, Lütold von Bärenfels, fut maire en 1380 et de 1379 à 1386, bailli autrichien à Bâle. Il tomba à la bataille de Sempach en 1386. Le chevalier Arnold von Bärenfels († 1414) fut bourgmestre de Bâle de 1394 à 1408, 1411 et 1413. De 1457 à 1494, le fils d'Arnold III, Johannes von Bärenfels (* avant 1451, † peu avant le 18 juin 1495), occupa également la fonction de bourgmestre de Bâle.
Dans sa « Chronique de Bassler » de 1580, Christian Wurstisen recensait au total neuf chevaliers de Bärenfels, dont cinq maires des XIVe et XVe siècles ainsi que les frères et cousins de Bärenfels tombés du côté des Habsbourg près de Sempach en 1386.
Après 1300, les seigneurs de Bärenfels achetèrent une partie d'Arisdorf et, en 1446, elle leur appartenait entièrement. En 1532, Adelberg III fut vendu. de Bärenfels, la domination d'Arisdorf avec les villages d'Ober-, Mittel- et Unter-Arisdorf a été transférée à la ville de Bâle. Un blason sur une console de la maison de Sainte-Cène de l'église Saint-Leodegar à Grenzach-Wyhlen datant de 1494 commémore le mariage d'Adelberg III. de Bärenfels et Ursula de et vers Schönau.

## Armoiries

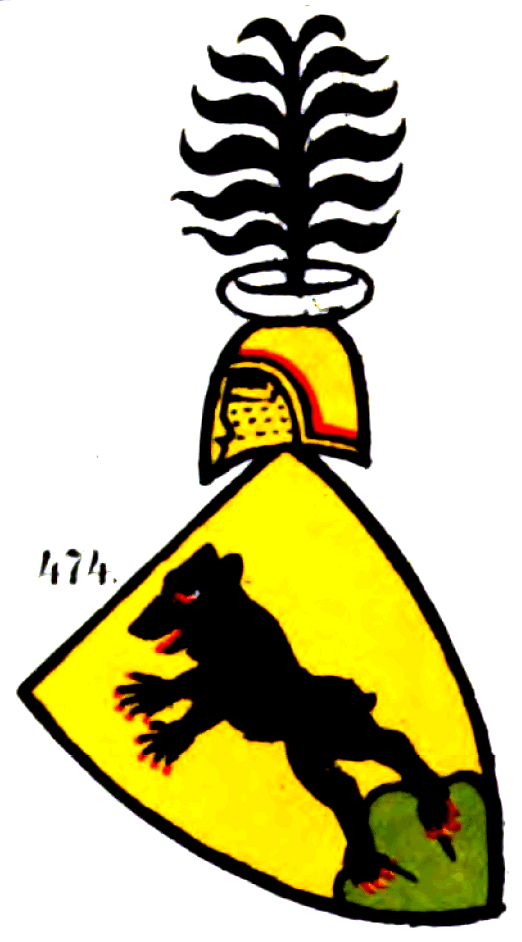
Armoiries de la famille Bärenfels dans les Armoiries de Zurich (env. 1340)

Les armoiries représentent un ours noir sur une monture rouge à trois branches, le tout sur fond doré ou jaune. Sur le casque figure des ornements noir-argent, agrémentées de feuilles de tilleul dorées à l'extérieur et un buisson de plumes d'autruche argenté.